# Кайинди (Маканчинський район)
Кайинди́ (каз. Қайыңды) — село у складі Маканчинського району Абайської області Казахстану. Входить до складу Коктерецького сільського округу.
Населення — 310 осіб (2021; 534 у 2009, 618 у 1999, 705 у 1989).
Національний склад станом на 1989 рік:
- казахи — 100 %

Станом на 1989 рік село називалось Восток.